# Bohunice (Všemyslice)
Bohunice (dříve také Bohonice, německy Bohonitz) jsou vesnice, část obce Všemyslice v okrese České Budějovice v Jihočeském kraji. Nachází se asi 1,5 kilometru východně od obce Všemyslice. Je zde evidováno 84 adres. V roce 2011 zde trvale žilo 163 obyvatel.
Bohunice leží v katastrálním území Bohunice nad Vltavou o rozloze 7 km², v němž leží i Všemyslice.

## Historie
První písemná zmínka o vesnici pochází z roku 1379.
V roce 2009 se v Bohunicích postavilo hřiště z gumy a opravila hospoda. Postavily se tady lampy a zřídil plynovod. V roce 2010 byly opraveny veškeré silnice, které jsou ve vlastnictví obce Všemyslice. Potok v Bohunicích pochází z rybníka lidově zvaného Obecňák, který leží mezi Bohunicemi a Všemyslicemi.

## Obyvatelstvo
| Rok            | 1869 | 1880 | 1890 | 1900 | 1910 | 1921 | 1930 | 1950 | 1961 | 1970 | 1980 | 1991 | 2001 | 2011 | 2021 |
| -------------- | ---- | ---- | ---- | ---- | ---- | ---- | ---- | ---- | ---- | ---- | ---- | ---- | ---- | ---- | ---- |
| Počet obyvatel | 499  | 481  | 434  | 445  | 433  | 449  | 413  | 291  | 249  | 223  | 202  | 183  | 177  | 163  | 185  |
| Počet domů     | 69   | 69   | 73   | 74   | 74   | 78   | 78   | 79   | 79   | 61   | 62   | 75   | 77   | 78   | 78   |

## Obecní správa
Při sčítání lidu v letech 1850–1960 Bohunice byly samostatnou obcí, se kterým patřily nejprve do okresu Týn nad Vltavou, ale od roku 1960 v okrese České Budějovice. Od 12. června 1960 jsou částí obce Všemyslice v okrese České Budějovice. V letech 1850–1905 k obci patřily Hněvkovice na levém břehu Vltavy a Zvěrkovice.

## Pamětihodnosti
- Památkově chráněný mohylník
- Kaple se zvoničkou
- Pomník obětem první a druhé světové války
- Boží muka mezi Bohunicemi a Neznašovem